# 琳达·柯兹罗斯基

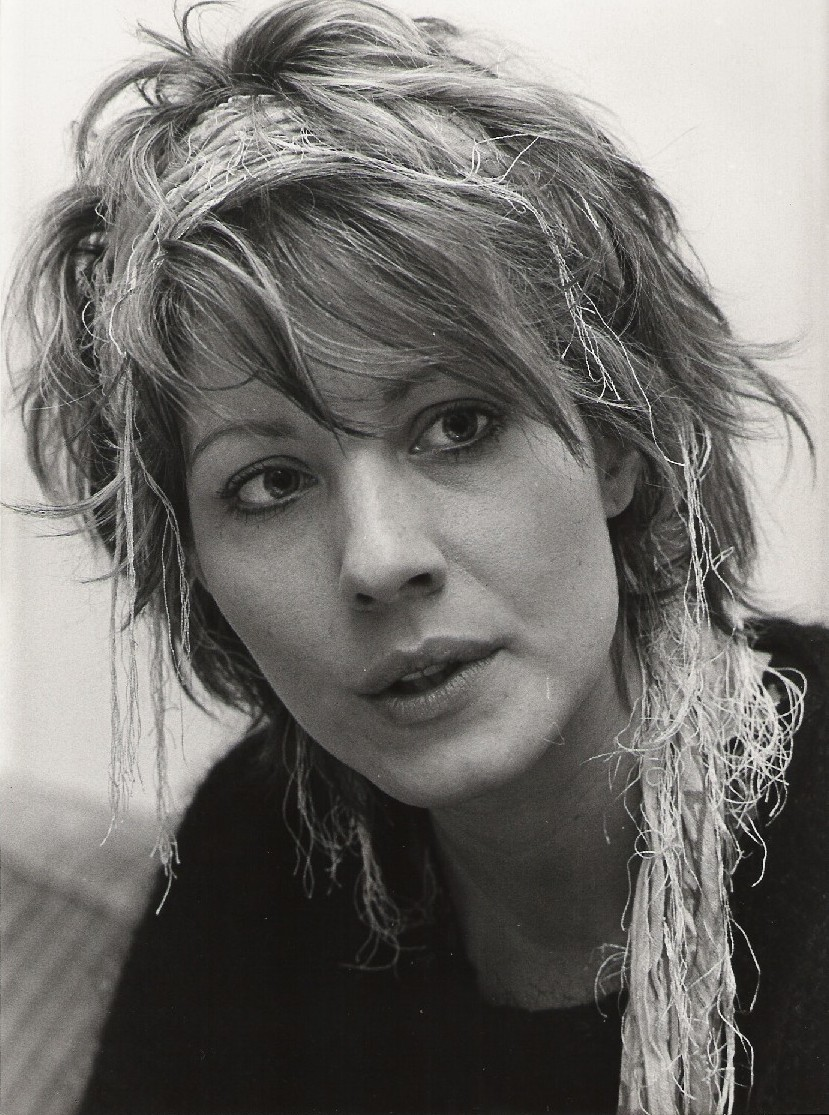
Linda Kozlowski

琳达·柯兹罗斯基（英語：Linda Kozlowski，1958年1月7日—），生于康涅狄格州费尔菲尔德，是一名美国女演员。
她在朱利亞德學校（Juilliard school）被培养成为一名歌剧歌手。1981-1982年，毕业不久的她就在外百老汇（off-Broadway）的剧作《它怎样全部开始》（How It All Began）中初次出演。此后的1984年，她在百老汇的剧作《推销员之死》中饰演“弗西斯小姐”，并在1985年的电影版中饰演了同一角色。
1986年，她迎来了演艺生涯的最大转机，她作为女主角在澳大利亚与美国合拍的影片《鳄鱼邓迪》中与保羅·霍根演对手戏。1988年，她因在电视节目《受宠之子》中含蓄的裸体奴役镜头成为一个有争议的人物，第二年，她再度作为女主角与霍根出演影片《鳄鱼邓迪II》。
此后她还出演过影片《Almost An Angel》（中译名：宛如天使）（1990年）和《Village of the Damned》（中译名：魔童村）（1995年）。
1990年她与霍根结婚，并与其生有一子，名叫Chance（意即：缘分）。（霍根在早先的婚姻中已经有了五个孩子。）

## 影视作品
- 1985年：《推销员之死》 Death of a Salesman
- 1986年：《鳄鱼邓迪》 Crocodile Dundee
- 1987年：《Target: Favorite Son》
- 1988年：《Praise the Lord and Pass the Ammo》
- 1988年：《Pass the Ammo》
- 1988年：《G'Day Australia: Like Nothing Else on Earth》
- 1989年：《鳄鱼邓迪II》 Crocodile Dundee II
- 1990年：《宛如天使》 Almost An Angle
- 1993年：《邻居》 The Neighbor
- 1994年：瑞士电影《Zorn》
- 1994年：《Backstreet Justice》
- 1995年：《魔童村》 Village of the Damned
- 1998年：《Shaughnesy》
- 2001年：《鳄鱼邓迪在洛杉矶》 Crocodile' Dundee in Los Angeles